# Bahnhof Grünstadt
Der Bahnhof Grünstadt ist die bedeutendere von insgesamt drei Bahnstationen der rheinland-pfälzischen Kleinstadt Grünstadt. Er verfügt über drei Bahnsteiggleise. Der Bahnhof liegt im Verbundgebiet des Verkehrsverbundes Rhein-Neckar (VRN) und gehört zu den Tarifzonen 52 und 72. Teile der Betriebsgebäude stehen unter Denkmalschutz.
Er wurde am 20. März 1873 als südlicher Endpunkt mit der Freigabe des von Monsheim kommenden Streckenabschnitts der Pfälzischen Nordbahn eröffnet. Am 20. Juli selben Jahres folgte der Lückenschluss bis nach Bad Dürkheim. 1876 wurde er Ausgangspunkt der damals in Eisenberg endenden Eistalbahn. 1900 wurde die Bahnstrecke Worms–Offstein nach Grünstadt durchgebunden. Drei Jahre später fand die Eröffnung der Bahnstrecke Grünstadt–Altleiningen statt. Mit Ausnahme des Nordbahnabschnitts Neustadt–Grünstadt verloren alle Strecken, die den Bahnhof anfuhren, zwischen 1967 und 1984 den Personenverkehr. Im Zeitraum von 1994 bis 2001 wurde jedoch die Eistalbahn teilweise reaktiviert, der Nordbahnabschnitt nach Monsheim folgte 1995.

## Lage

### Örtliche Lage
Der Bahnhof befindet sich am östlichen Rand der Innenstadt von Grünstadt. Seine Anschrift lautet Friedrich-Ebert-Straße 4. Er ist größtenteils von Bebauung umgeben, lediglich nordöstlich liegen landwirtschaftlich genutzte Flächen. In diesem Bereich entspringt außerdem der Floßbach, der in diesem Bereich als Landgraben bezeichnet wird. Der südliche Bahnhofsbereich wird von der Landesstraße 453 überspannt.

### Bahnstrecken
Die Pfälzische Nordbahn erreicht den Bahnhof aus südlicher Richtung in einer langgezogenen S-Kurve.

## Geschichte

### Entwicklung zum Eisenbahnknotenpunkt
Der Grünstadter Bahnhof wurde am 20. März 1873 eröffnet, als auf dem nördlichen Teilabschnitt der Pfälzischen Nordbahn zwischen Grünstadt und Monsheim der Verkehr aufgenommen wurde; am 20. Juli desselben Jahres folgte die Betriebsaufnahme auf dem Streckenabschnitt nach Dürkheim. In den Folgejahrzehnten entwickelte sich Grünstadt zu einem bedeutenden pfälzischen Knotenbahnhof. Am 24. Juni 1876 wurde er Ausgangspunkt der Eistalbahn, die der Anbindung der Industriebetriebe in Eisenberg diente. Am 15. September 1900 folgte die Durchbindung der Bahnstrecke Worms–Offstein bis nach Grünstadt. Am 1. März 1903 folgte die Stichbahn nach Altleiningen. Ab 1932 führte zudem die Eistalbahn bis nach Enkenbach.
1922 erfolgte die Eingliederung des Bahnhofs in die neu gegründete Reichsbahndirektion Ludwigshafen. Im Zuge deren Auflösung zum 1. April 1937 wechselte er in den Zuständigkeitsbereich der Reichsbahndirektion Mainz. Während dieser Zeit bildete er außerdem einen Lokomotivbahnhof, der eine Dependance des Bahnbetriebswerkes Neustadt darstellte. In ihm waren unter anderem Rangierlokomotiven der Baureihen 56.20 und 91.3 stationiert.

### Deutsche Bundesbahn und Deutsche Bahn
Die französische Besatzungsmacht ordnete nach dem Zweiten Weltkrieg alle Bahnanlagen im nördlichen Teil ihrer Besatzungszone der Eisenbahndirektion Mainz zu. Am 19. Mai 1952 wurde der Grünstadter Lokbahnhof zu einer Außenstelle umgezeichnet und 1963 zeitgleich mit der Aufgabe des Neustadter Betriebswerkes als eigenständige Stelle aufgelassen.
Mit der schrittweisen Auflösung der Bundesbahndirektion Mainz in den Jahren 1971/72 fiel die Zuständigkeit für den Bahnhof zum 1. Juni 1971 an die Bundesbahndirektion Karlsruhe.
Zwischen 1967 und 1984 wurde der Personenverkehr auf den meisten von Grünstadt ausgehenden Streckenabschnitten stillgelegt, mit Ausnahme der Verbindungen nach Bad Dürkheim und Frankenthal über Freinsheim. Seine Funktion als Bahnknoten erhielt der Bahnhof am 26. Mai 1994 mit der Wiederaufnahme des Personenverkehrs auf den Strecken nach Eisenberg und Monsheim im Rahmen des Rheinland-Pfalz-Taktes zurück.
Zeitgleich mit der Reaktivierung der Pfälzischen Nordbahn zwischen Grünstadt und Monsheim und der Eistalbahn wurde der Bahnhof in einem Pilotprojekt des Landes Rheinland-Pfalz zwischen 1999 und 2004 zum „Umweltbahnhof Grünstadt“ umgestaltet. Kernpunkte des Konzeptes waren die Neunutzung des Empfangsgebäudes und der Güterhalle, die Durchführung der Bahnsteigunterführung zur Anbindung der östlich gelegenen Wohngebiete, die Anlage eines Busbahnhofs zwischen Empfangsgebäude und dem ersten Bahnsteig (Gleis 4) und von Park-and-ride-Flächen westlich und östlich der Streckengleise.

## Bauwerke

### Bahnanlagen
Beim Umbau zum Umweltbahnhof wurde im Bereich der Gleise 1 (am Hausbahnsteig) und 2 ein Busbahnhof angelegt, so dass heute nur noch drei von ehemals fünf durchgehenden Bahnsteiggleisen erhalten sind. Auch die zwei Stumpfgleise an Bahnsteig 1 und 2 sind stillgelegt. Zur Bedienung der Südzucker AG in Neuoffstein über die Bahnstrecke Worms–Grünstadt wurde ein Teil der umfangreichen Gütergleisanlagen erhalten, Teilflächen wurden zur Anlage eines Park-and-ride-Platzes genutzt.

### Gebäude
Das dreigeschossige Empfangsgebäude wurde 1873 im Stil des Historismus mit Neurenaissancemotiven errichtet. Über einem Erdgeschoss aus rotbraunem Sandstein – sogenanntem Kapuzinerstein – erheben sich zwei verputzte Stockwerke, die durch Bänder aus gelbem Sandstein gegliedert werden. Nördlich an das Empfangsgebäude schließt ein eingeschossiger Flügel aus rotem Klinker an, der 1934 erbaut wurde. Südlich befinden sich – verbunden durch die Überdachung über dem Zugang zur Bahnsteigunterführung – ein Wohnhaus für Bahnangestellte und die ehemalige Güterhalle. Alle Gebäudeteile, die gusseisernen Bahnsteigüberdachungen und Treppengeländer der Unterführung von 1900 und die zwei Stellwerksgebäude von 1898/99 am nördlichen und südlichen Bahnhofskopf stehen unter Denkmalschutz. Die beiden mechanischen Stellwerke am nördlichen und südlichen Bahnhofskopf sowie das Stellwerk im Empfangsgebäude wurden 2004 durch ein elektronisches Stellwerk ersetzt, das von Neustadt an der Weinstraße aus gesteuert wird. Die Stellwerke sind einschließlich wesentlicher Teile der Ausstattung erhalten, die Kurbelbank des Typs Bruchsal G steht funktionslos im Aufenthaltsraum des Bahnhofsgebäudes.

## Verkehr
Nach Vollendung der Nordbahn verkehrten direkte Züge über die Zellertalbahn bis nach Marnheim. Nachdem die von der Eistalbahn abzweigende und anfangs ausschließlich dem Güterverkehr dienende Bahnstrecke Ebertsheim–Hettenleidelheim später Personenverkehr aufwies, zog sie ersterer zwischen Ebertsheim und Eisenberg mehrere Züge ab, so dass es durchgehende Züge der Relation Grünstadt–Hettenleidelheim gab. Aus umlauftechnischen Gründen wurden die Züge der Bahnstrecke Freinsheim–Frankenthal ab den 1980er Jahren bis nach Grünstadt durchgebunden.
Stand 2023 verkehrt die RB45/RB46 stündlich nach Ramsen (am Wochenende weiter bis Eiswoog) oder nach Monsheim. Nach Frankenthal Hbf verkehren Züge weitgehend im 30-Minuten-Takt.